# Бајан II
Бајан II је био аварски кнез (каган) групе племена која су живела у северном црноморском региону, укључујући територију модерне Украјине.
Наследник је оснивача Аварског каганата, Бајана. Владао између 602. и 617. године.
Аварски кан Бајан II именовао је принца Худбада за гувернера Оногундурима и уједињених племена Кутригура и Утигура.